# 長瀬広臣
長瀬 広臣（ながせ ひろおみ、1988年2月1日 - ）は、日本の俳優、タレント、AV男優。リングスエンターテインメント所属。旧芸名及び本名は「丹野 延一（たんの えんいち）」。
中国福建省で生まれ、8歳より大阪府で育つ。日本と中国のハーフで、王 友延（ワン ヨウイエン）という中国の名前を持つ。愛称はワンちゃん。
2018年10月5日、GIRL'S CH・Twitterにて、芸名を「丹野 延一」から、「長瀬 広臣」へ変えたことを発表した。

## 略歴
ワタナベエンターテイメントカレッジ卒業。2012年にアニメの実写化舞台『コードギアス 反逆のルルーシュ 騒乱 前夜祭（イヴ）』にて主演を務める。
2013年、俳優集団NAKED BOYZに加入。2015年8月にNAKED BOYZを卒業。
2018年10月、芸名を「丹野 延一」から、「長瀬 広臣」へ変えたことを発表。
2018年11月、GIRL'S CHの先行配信「Protect You～ 君の全てを守りたい　長瀬広臣DEBUT～」にてラブメン・AV男優としてデビュー。
特技は中国語・テコンドーなど。中国語に関しては、高校時代に中国に留学した経験があり、「通訳レベル」と明言している。

## 出演

### 舞台
- コードギアス 反逆のルルーシュ 騒乱 前夜祭（イヴ）（2012年） - ルルーシュ・ランペルージ 役[7]
- イケメン金融工学（2012年） - トラン 役
- 誠 〜とびだせ新撰組〜（2012年） - 高岡俊平 役
- 大津皇子 〜飛鳥よ、幼子の寝息が如く〜（2013年） - 川島皇子 役
- 佐川男子（2013年） - 岩野翔 役
- ASU（2013年） - ロック・サム 役
- クローゼットZERO（2014年） - 鈴木恵介 役
- 人狼の王子様（2014年） - フェルナンド 役
- 男おいらん（2014年）[12] - 光佑 役
- Xion（2015年） - ハク 役
- 晒場慕情〜恋慕の木遣り唄〜（2016年） - 新八 役
- 僕は今日も明日のキミに恋をする（2016年） - 竹本亮吾 役
- オトメライブ 猛獣使いと王子様（2016年） - マティアス 役
- ミュージカル 僕と幻のエデン（2017年） - ヘンリー 役
- チェンジ オブ ワールド（2017年） - 吉岡龍司 役
- The Stage 神々の悪戯 太陽と冥府の希望（2017年） - ディオニュソス 役
- 風呂ダンサーズ2（2018年） - 風間駿 役
- 黒服ドレッサー（2018年） - 蓮仁 役
- お江戸のおもちゃ（2019年）[13]

### テレビドラマ
- マジすか学園5（2015年、日本テレビ）
- 来世ではちゃんとします 第7話（2020年2月20日、テレビ東京）

### バラエティ
- 今夜はアリエナイト（2013年、フジテレビ） - 「ヒョンブ食堂」サム・ギョフサル 役
  - 今夜はアリエナイト〜みんなとオマエラのうた（2013年） - 「怒苦露組」メンバー 役
- どぅんつくぱ〜音楽の時間〜（2014年、フジテレビ）

### 配信ドラマ
- 美人坂（2010年、JCNチャンネル） - ケンちゃん 役

### オリジナルビデオ
- Secret Agency 〜あなたの妄想叶えます〜（2014年） - 更級まどか 役

### インターネット
- 丹野延一のグダグダでしょう!（2012年 - 、アメーバスタジオ）

### その他
- バンダイ『SDガンダム三国伝 Brave Battle Master』イベント（2010年 - 2011年） - 劉レイ 役

## 作品

### 電子書籍
- Kawaii Ikemen, Japanese Hot Guys 丹野延一写真集（2015年）

## 出演（女性向けAV）

### 配信限定
- Protect You～ 君の全てを守りたい　長瀬広臣DEBUT～（GIRL'S CH、2018年11月09日）